# Книжка-игрушка

Демонстрация книжки-раскладушки

Кни́жка-игру́шка — книжка с картинками для детей, имеющая специальную форму, которая позволяет ребёнку не только рассматривать и читать её, но и играть с ней, раскладывать или раскрашивать её, делать поделки и т. п.

## Разновидности

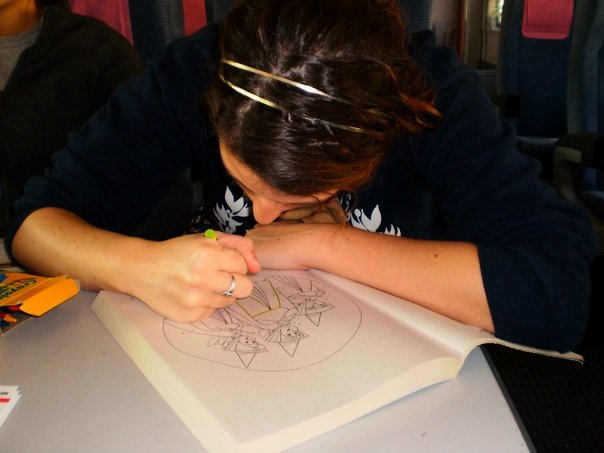
Ребёнок с книжкой-раскраской

Согласно ГОСТ 7.60—90 и специальной литературе, в российской традиции выделяют несколько разновидностей книжек-игрушек:
- книжка-вертушка — состоит из нескольких круглых листов, которые можно поворачивать и рассматривать появляющиеся в вырезах картинки
- книжка-гармошка — сложена наподобие мехов гармони, из-за чего читать и рассматривать её нужно, раскладывая и складывая страницы
- книжка-затея (книжка-забава) — с вклеенными деталями, которые издают звук при прикосновении
- книжка-панорама[англ.] (книжка-раскладушка) — с фигурами, поднимающимися на странице при её раскрытии (благодаря имеющимся разрезам на бумаге)
- книжка-поделка — с заготовками для аппликаций, бумажных игрушек, вырезок одежды для кукол и пр.
- книжка-раскраска — с контурами фигур, предназначенными для закрашивания
- книжка-фигура — имеет форму определённой фигуры (домика, машинки, птицы и т. п.)
- книжка-ширмочка (книжка-ширма) — с листами из плотного картона, который могут быть поставлены наподобие ширмы и использоваться в игре как декорация
- книжка с игровым замыслом.

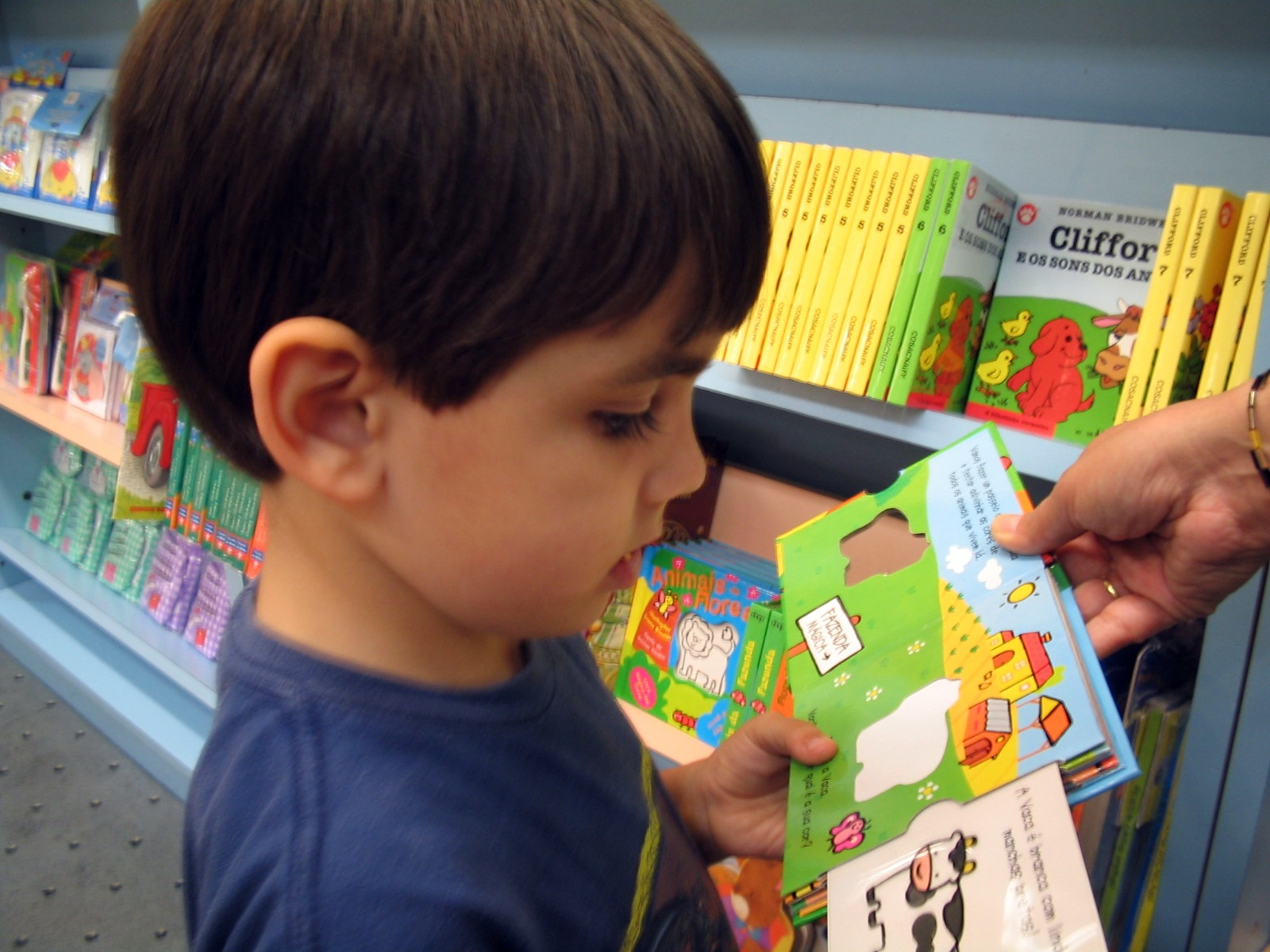
Бразильский мальчик рассматривает книжку с выдвигающимися картинками

Помимо книжек-панорам, вырезы встречаются в книгах с подвижными частями (англ. movable book), на которых картинки могут выдвигаться или же быть «спрятанными» под отгибаемым элементом.
Особым типом «трёхмерной» книги, отчасти близким к книжке-панораме (англ. pop-up book), являются книги-тоннели (англ. tunnel book), в середине которых имеется вырез, сквозь который видны изображения на других страницах, — как правило, это несколько планов пейзажей или портретов. Аналогичным образом изготовляются трёхмерные открытки.
Вырез внутри книги встречается и в книгах с пальчиковыми куклами (изображающими, например, животное, которому посвящена книга), вставляемыми в вырез; как правило, такие книги напечатаны на толстом картоне.
К книгам, предназначенным для игры, относятся популярные в западной культуре серии книжек с картинками, на которых читателю предлагается найти определённый предмет или человека. Наиболее известные из таких серий — книги про Волли Мартина Хендфорда, книги о семействе Пряткиных («Пряткины развлекаются» и др.) Беатриса Вейона, книги серии «I SPY». Элементы подобного поиска включены в некоторые книги Ричарда Скарри («Книжка про машинки» и др.).

## Мягкие и тактильные книги

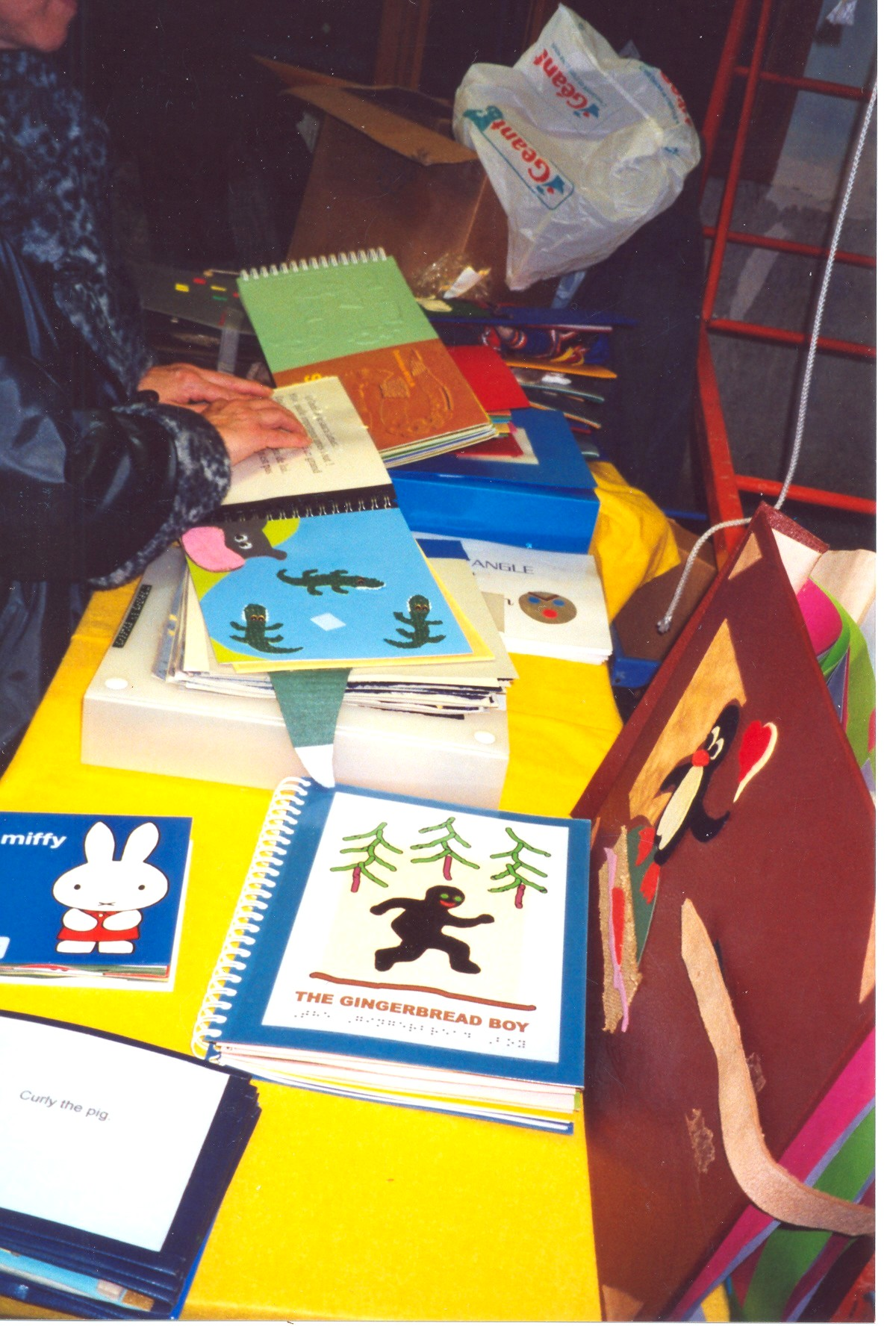
Тактильные книжки на ярмарке

Особый тип развивающих книжек-игрушек для самых маленьких — мягкие книжки из ткани (англ. texturized books), представляющие собой уже не печатное издание, а игрушку в форме книги. Как и в книжках-забавах, в мягких книжках нередко бывают вшиты элементы, издающие звуки. Существуют непромокаемые разновидности таких книжек («книжки для ванной»).
К ним примыкают тактильные книги, обычно предназначенные для незрячих детей и передающие информацию через осязание рельефного изображения. Они могут включать различные материалы (ткань, дерево, картон, пластик, поролон, металл), приклеенные к страницам наряду с подписями на шрифте Брайля, и бывают как обучающими, так и игровыми и сюжетными.